# فرناندو كورديرو
فرناندو فونسيكا (بالإسبانية: Fernando Cordero)‏ (26 أغسطس 1987 بسانتياغو في تشيلي - ) هو لاعب كرة قدم تشيلي في مركز الوسط. شارك مع منتخب تشيلي لكرة القدم. أما مع النوادي، فقد لعب مع نادي أونيفرسيداد كاتوليكا ويونيون إسبانيولا وكوريكو يونيدو.

## روابط خارجية
- فرناندو كورديرو على موقع قاعدة بيانات كرة القدم.إي يو (الإنجليزية)
- فرناندو كورديرو على موقع ناشيونال فوتبول تيمز (الإنجليزية)
- فرناندو كورديرو على موقع Soccerway.com (الإنجليزية)
- فرناندو كورديرو على موقع عالم كرة القدم.نت (الإنجليزية)
- فرناندو كورديرو على موقع AS.com (الإسبانية)